# 川上好久
川上 好久 （かわかみ よしひさ、1954年2月 - ）は、日本の地方公務員。沖縄県副知事を経て、沖縄県庁出身者として初めて沖縄振興開発金融公庫理事長に就任した。

## 人物・経歴
沖縄県名護市出身。1972年沖縄県立名護高等学校卒業。1977年大阪大学経済学部卒業後、沖縄県庁入庁。2009年沖縄県企画部長。2012年沖縄県総務部長。2013年沖縄県副知事。2014年辞任。2015年沖縄振興開発金融公庫理事。2016年、島尻安伊子内閣府特命担当大臣（沖縄及び北方対策担当）に評価され、沖縄県庁出身者として初めて沖縄振興開発金融公庫理事長に就任し、2024年に任期満了で退任した。また、沖縄科学技術大学院大学評議員なども務めた。